# Piotr Głazunow
Piotr Aleksiejewicz Głazunow (ros. Пётр Алексеевич Глазунов, biał. Пётр Аляксеевіч Глазуноў, ur. 20 lutego 1920 we wsi Pietraczki ówcześnie w rejonie witebskim w obwodzie witebskim, zm. 8 marca 1992 w Charkowie) – radziecki lotnik wojskowy, pułkownik, Bohater Związku Radzieckiego (1945).

## Życiorys
Urodził się w białoruskiej rodzinie chłopskiej. Po ukończeniu technikum medycznego pracował w obwodowym archiwum w Witebsku, w 1938 został powołany do Armii Czerwonej, w 1940 ukończył wojskową lotniczą szkołę pilotów w Odessie, od 1942 należał do WKP(b). Od marca 1943 uczestniczył w wojnie z Niemcami, w składzie 305 Dywizji Lotnictwa Szturmowego brał udział w walkach na Ukrainy, był zastępcą dowódcy 955 pułku lotnictwa szturmowego w tej dywizji w stopniu kapitana; w lipcu 1944 wraz z pułkiem został włączony w skład 14 Armii Powietrznej 3 Frontu Nadbałtyckiego. Uczestniczył w walkach o wyzwolenie Pskowa, później w walkach nad terytorium Estonii i Łotwy, atakując siłę żywą i technikę wroga, w tym lotniska, węzły kolejowe i oddziały. Samolotem Ił-2 do września 1944 wykonał 115 lotów bojowych (w walkach powietrznych strącił 2 samoloty wroga, a 6 zniszczył na ziemi), a do maja 1945 138 lotów bojowych. W 1947 ukończył wyższe kursy oficerskie, a w 1955 centralne kursy doskonalenia kadry oficerskiej, w 1975 został zwolniony do rezerwy w stopniu pułkownika.

## Odznaczenia
- Złota Gwiazda Bohatera Związki Radzieckiego (23 lutego 1945)
- Order Lenina (dwukrotnie)
- Order Czerwonego Sztandaru (dwukrotnie)
- Order Aleksandra Newskiego
- Order Wojny Ojczyźnianej I klasy
- Order Wojny Ojczyźnianej II klasy
- Order Czerwonej Gwiazdy (dwukrotnie)

I medale.